# الهازم، هدهرامات
ال-هازم، هدهرامات یک منطقهٔ مسکونی در یمن است که در استان حضرموت واقع شده‌است.